# Qüestionari

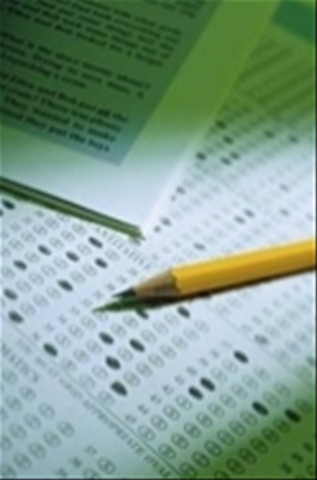
Tabulació d'un qüestionari.

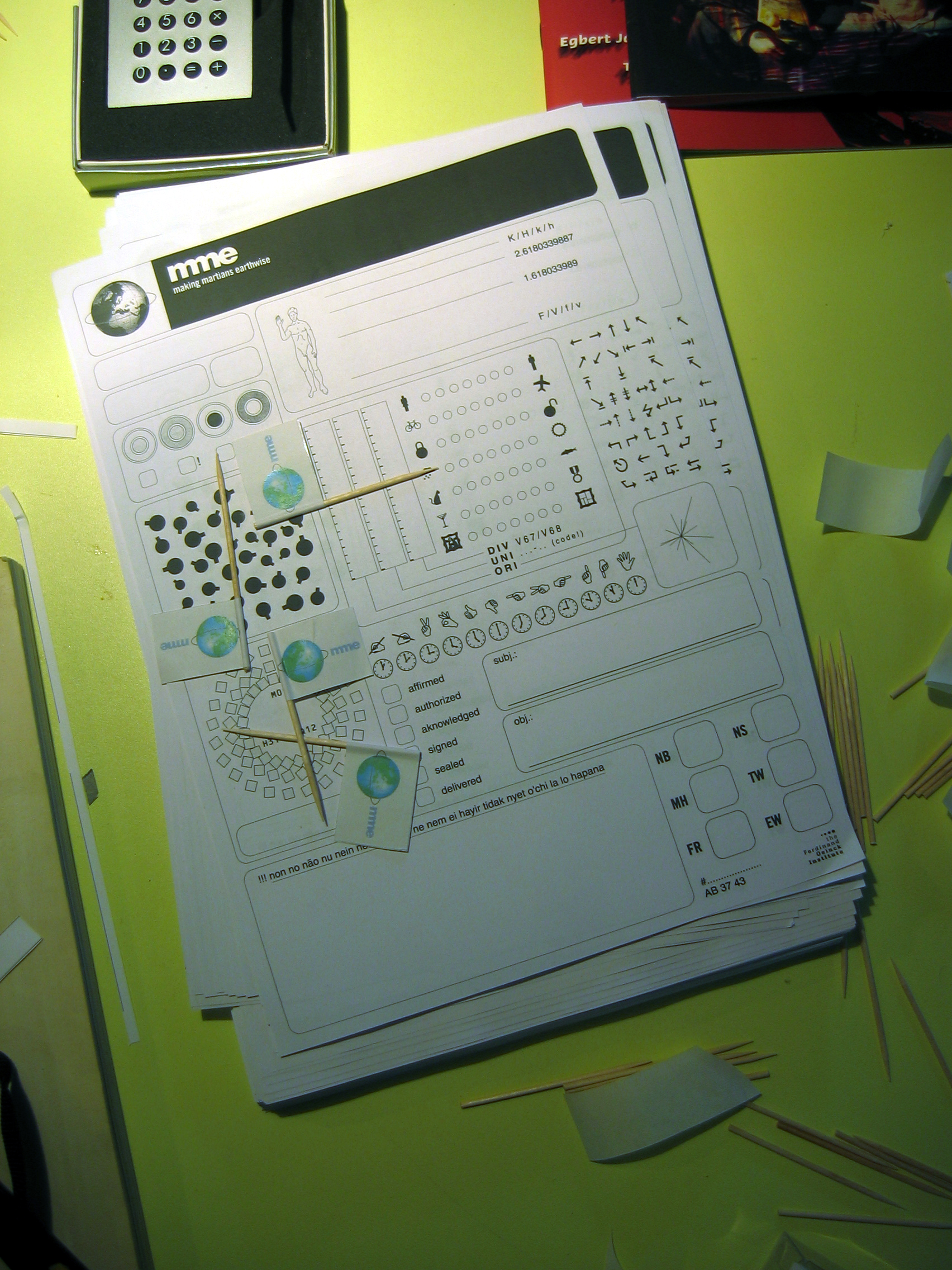
Un formulari sense emplenar imprès en paper.

Un qüestionari és una eina de recerca que consisteix en una sèrie de preguntes i indicacions per obtenir informació dels consultats. Tot i que sovint estan dissenyats per poder fer una anàlisi estadística de les respostes, no és sempre així. El qüestionari va ser introduït per Sir Francis Galton.
El qüestionari és un document format per un conjunt de preguntes que han d'estar redactades de manera coherent, i organitzades, seqüenciades i estructurades, d'acord amb una planificació determinada, per tal que les seves respostes ens puguin oferir tota la informació necessària.

## Descripció general
L'enquesta sovint es realitza en funció d'un qüestionari amb preguntes (obertes o tancades), sent aquest, per tant, el [document] bàsic per obtenir la informació en la gran majoria de les investigacions i estudis de [mercat].
Els qüestionaris tenen avantatges sobre altres tipus d'enquestes en què aquests són barats, no requereixen gaire esforç per part del consultat com ara les enquestes orals o telefòniques, i sovint tenen respostes estandarditzades que fan més simple la tabulació de les dades. No obstant això, aquestes respostes estandarditzades poden frustrar els usuaris. També els qüestionaris estan fortament limitats pel fet que el consultat ha de ser capaç de llegir i respondre les preguntes. És per això que la realització de tantes enquestes per a alguns grups demogràfics usant qüestionaris pot ser no pràctica.
Com un tipus d'enquesta, el qüestionari també té molts problemes relacionats amb la construcció i fraseologia de les preguntes que hi ha per a altres tipus de sondejos d'opinió.

## Tipus de qüestionaris
Cal fer una distinció entre els qüestionaris que mesuren variables separades i els qüestionaris amb preguntes que són agregades ja sigui a una escala o índex. Els qüestionaris que cauen dins de la primera categoria comunament són part d'enquestes, mentre que els qüestionaris que cauen dins de la darrera categoria són part de proves.
Els qüestionaris amb preguntes que mesuren variables separades, per exemple, podrien incloure preguntes sobre:
- preferències (per exemple: partit polític)
- comportaments (per exemple: consum de menjars)
- fets (per exemple: gènere)

Els qüestionaris amb preguntes que són agregades per construir una escala o índex, per exemple, podrien incloure preguntes com les següents:
- trets latents (per exemple: trets de la personalitat com l'extraversió)
- actituds (per exemple: cap a la immigració)
- un índex (per exemple: nivell socioeconòmic)

### Exemple
Un qüestionari alimentari és un qüestionari que avalua el tipus de dieta consumida per les persones i pot ser usat com a instrument de recerca. Els exemples d'ús inclouen la ingesta de vitamines o toxines tals com l'acrilamida.

## Construcció de qüestionaris

### Tipus de qüestionaris
Usualment, un qüestionari consisteix en una quantitat de preguntes que el consultat ha de respondre en un format determinat. Es fa una distinció entre preguntes obertes i preguntes tancades. Una pregunta oberta us demana al consultat que formuli la vostra pròpia resposta, mentre que una pregunta tancada fa que el consultat seleccioneu una resposta d'un conjunt determinat d'opcions. Les opcions per a una pregunta tancada haurien de ser exhaustives i mútuament exclusives. Es distingeixen quatre escales per a les preguntes tancades, i que són les següents:
- Dicotòmiques, on el consultat té dues opcions.
- Oberta on pots posar les respostes pròpies
- Nominal-politòmica, on el consultat té més de dues opcions desordenades.
- Ordinal-politòmica, on el consultat té més de dues opcions ordenades.
- Continua (limitada), on al consultat se li presenta una escala continuada.

La resposta d'un consultat a una pregunta oberta és codificada a una escala en un procés posterior. Un exemple d'una pregunta oberta és una pregunta on el consultat ha de completar una sentència.

### Seqüència de preguntes
En general, les preguntes haurien de fluir de manera lògica des de l'una a l'altra. Per aconseguir les millors taxes de resposta, les preguntes haurien de fluir des d'allò menys sensible a allò més sensible, des dels fets i de comportament a allò actitudinal, i des del més general al més específic.
Normalment hi hauria d'haver un flux que hauria de ser seguit quan es construeix un qüestionari pel que fa a l'ordre en què les preguntes són fetes. L'ordre és:
1. Cribratge. Són preguntes que s'utilitzen per trobar com més aviat millor si algú hauria de completar un qüestionari.
2. Escalfament. Són preguntes simples de respondre, ajuden a capturar l'interès a l'enquesta, i fins i tot poden no ser pertinents als objectius de la investigació.
3. Transició. Són preguntes que es fan servir per fer que diferents àrees flueixen juntes en forma correcta.
4. Salts. Inclouen preguntes similars a "Si respon afirmativament, aleshores respongui la pregunta 3. Sense respon negativament, continueu a la pregunta 5".
5. Difícils. Són preguntes que s'ubiquen cap al final del qüestionari, ja que l'enquestat està al “manera de respondre”. També, quan s'està completant un qüestionari en línia, la barra de progrés informa als enquestats que ja estan gairebé acabant de manera que hi hagi un impuls més gran o desig de respondre les preguntes més difícils.
6. Classificació. O demogràfiques, són preguntes que haurien d'estar cap al final perquè normalment es podrien sentir com a preguntes personals que faran que els enquestats se sentin incòmodes i que no vulguin finalitzar l'enquesta.[5]

### Regles bàsiques per a la construcció d'ítems de qüestionaris
- Usar declaracions que siguin interpretades de la mateixa manera pels membres de les diferents subpoblacions de la població d'interès.
- Usar declaracions on les persones que tenen diferents opinions o trets lliuraran diferents respostes.
- Pensar a tenir una categoria de resposta oberta després duna llista de possibles respostes.
- Usar només un aspecte de la construcció en què està interessat per ítem.
- Usar declaracions positives i evitar les negatives o doble negatives.
- No fer supòsits sobre els enquestats.
- Usar fraseologia clara i intel·ligible, fàcilment comprensibles per tots els nivells educacionals.
- Usar ortografia, gramàtica i puntuació correctes.
- Evitar els ítems que contenen més d'una pregunta per ítem (per exemple, us agraden els gerds i les papes?).

## Maneres d'administració de qüestionaris
Les maneres principals d'administració de qüestionaris són:
- Cara-a-cara, on un entrevistador presenta els ítems de forma oral.
- Paper-i-llapis, on els ítems són presentats en paper.
- Computaritzats, on els ítems són presentats en un computador.
- Computaritzats adaptables, on una selecció d'ítems és presentada en un ordinador i basats en les respostes a aquests ítems, el computador selecciona els ítems següents optimitzats per al tret o habilitat estimada per a l'enquestat.

## Inquietuds pel que fa als qüestionaris
Mentre que els qüestionaris són barats, ràpids i fàcils d'analitzar, sovint aquests poden presentar més problemes que beneficis. Per exemple, a diferència de les entrevistes, les persones que duen a terme la investigació poden no saber mai si l'enquestat va comprendre la pregunta que se li va fer. També, pel fet que les preguntes són específiques a allò que l'investigador està esbrinant la informació recopilada pot ser mínima.
Sovint, els qüestionaris com els de l'indicador Myers-Briggs lliuren massa poques opcions a la resposta; els enquestats poden respondre i seleccionar qualsevol opció, però n'han d'escollir només una. També els qüestionaris produeixen una taxa de tornada molt baixa, siguin aquests enviats per correu o posats en línia. L'altre problema associat amb les taxes de retorn és que sovint les persones que tornen el qüestionari són aquelles que tenen una opinió realment positiva o realment negativa respecte a allò consultat i desitgen que la seva opinió sigui escoltada. Les persones que són probablement les més imparcials en qualsevol sentit normalment no els responen perquè consideren que no valen el seu temps.
De manera general, una qüestió clau quant a allò qüestionari és que poden acontentar un volum relativament alt d'errors de mesura. Aquests errors poden ser tan aleatoris com a sistemàtics. Els errors aleatoris són causats per errors involuntaris per part de respondents, entrevistadors i/o codificadors. Els errors sistemàtics tenen lloc quan es produeix una reacció sistemàtica del responent al mètode utilitzat per formular la pregunta d'enquesta. Per tant, la formulació exacta de la pregunta i el mètode utilitzat per formular-la són crucials, tenint en compte que poden afectar el nivell d'errors de mesura. Hi ha diferents eines a l'hora d'ajudar els investigadors a escollir l'exacta formulació de les vostres preguntes, com per exemple l'estimació la qualitat d'aquestes usant experiments MTMM o la predicció de la qualitat usant el programari lliure Survey Quality Predictor (SQP Arxivat 2021-05-23 a Wayback Machine.). Aquesta informació sobre la qualitat pot ser usada, també, a l'hora de corregir per error de mesura.

## Tipus de preguntes
Un qüestionari haurà d'incloure preguntes de diferents tipus i en funció del plantejament del tema del tema a investigar, així pot haver-hi diversos tipus:
Preguntes obertes: Són preguntes en què es permet a l'enquestat respondre qualsevol cosa segons la pregunta. Amb aquestes preguntes es pot obtenir una riquesa de detall més gran en les contestacions, però tenen l'inconvenient que les respostes són difícils d'avaluar.
Preguntes tancades: Són preguntes en què només es permet contestar mitjançant una sèrie tancada d'alternatives. Amb aquestes preguntes es pot perdre riquesa en la informació però se'n pot fer la quantificació; així és més fàcil fer una tabulació, on els resultats siguin més concrets i més exactes.
Preguntes semi-obertes (o semi-tancades): Són preguntes de característiques intermèdies entre els dos tipus anteriors, que intenten no perdre mai gaire riquesa d'informació a costa de perdre una mica de facilitat en la tabulació de les respostes.
Preguntes en bateria: Són aquelles que es planifiquen per fer-les seqüencialment en funció de la resposta donada a la pregunta de la seqüència anterior. El seu objectiu és aprofundir en una informació seguint el fil de les respostes successives.
Preguntes d'avaluació: Són preguntes adreçades a obtenir de l'entrevistat informació sobre com valora una sèrie de coses o aspectes. Poden proporcionar una valoració de caràcter numèric o una valoració de caràcter qualitatiu.
Preguntes introductores o motivadores: Són les que es realitzen al principi de l'entrevista i que tenen com a objectiu despertar l'interès de la persona que s'entrevistarà, intentant motivar-lo i predisposar-lo favorablement per a la realització del qüestionari.